# Inquisizione veneziana
L'Inquisizione veneziana, formalmente il Sant'Uffizio (in latino Sanctum Officium), era il tribunale istituito congiuntamente dal governo veneziano e dalla Chiesa cattolica per reprimere l'eresia in tutta la Repubblica di Venezia. L'inquisizione interveniva anche in casi di sacrilegio, apostasia, libri proibiti, superstizione e stregoneria. Fu fondata nel XVI secolo e abolita nel 1797.

## Storia

### Le prime inquisizioni
Nella Repubblica di Venezia, il doge, in quanto suprema autorità giudiziaria, era in ultima analisi responsabile della repressione dell'eresia, che era vista come una minaccia per il buon ordinamento della società. Eppure l'eresia, anche se considerata tra i crimini più efferati, non era elencata come reato nella promissio maleficiorum del 1232, il documento rivisto dal doge Jacopo Tiepolo che articolava i delitti punibili. Dei magistrati specifici, super inquirendis hereticis, incaricati di assistere il doge nei casi di eresia sono menzionati per la prima volta nel giuramento di incoronazione, promissione ducale, del doge Marino Morosini, datato 13 giugno 1249. Questi magistrati erano laici scelti personalmente dal doge per la loro devozione e integrità religiosa. Sebbene fosse loro attribuita l'autorità di perseguire i casi di eresia, l'interrogatorio vero e proprio dei sospetti veniva effettuato dal patriarca di Grado, dal vescovo di Olivolo, e da altri vescovi veneziani che come ordinari avevano giurisdizione in virtù dei loro uffici. Il doge, di concerto con il Maggior Consiglio e il Minor Consiglio, mantenne l'autorità giudiziaria per quanto riguardava la condanna, che includeva la morte sul rogo.
Il 12 agosto 1289, su pressione di papa Niccolò IV, il Maggior Consiglio deliberò di ammettere l'inquisizione pontificia nei territori di Venezia. Il decreto conciliare, con le relative clausole, fu inserito nella bolla papale del 28 agosto 1289 che istituì formalmente il Sant'Uffizio a Venezia. Il governo veneziano, tuttavia, si riservò un grado di controllo per assicurare la propria sovranità e la propria giurisdizione in tutte le materie di competenza dello Stato. Nello specifico, il doge conservava il diritto di intervenire negli atti dell'inquisizione, e l'inquisitore, nominato direttamente dal papa, doveva prestare giuramento di fedeltà alla repubblica nelle mani del doge, con la formale promessa di non nascondere nulla al governo. Lo Stato esercitava il controllo anche finanziariamente attraverso un fondo, gestito dal governo, che riceveva i beni confiscati agli eretici e copriva a sua volta le spese del Sant'Uffizio.
L'attività inquisitoria a Venezia fu solo sporadica dopo il 1423, quando il governo sospese lo stipendio dell'inquisitore, ma si intensificò a partire dagli anni 1530, in gran parte in risposta alla Riforma protestante. Il rinnovamento dell'attività inquisitoria fu anche coerente con più ampi sforzi per moralizzare la società e ottenere il favore di Dio in seguito alla sconfitta veneziana nella battaglia di Agnadello del 1509, sconfitta che fu interpretata come punizione divina per la dissolutezza morale dei veneziani.

### Inquisizione romana

Jacopo Pontormo, Ritratto di Giovanni della Casa (c. 1541-1544). Come nunzio papale a Venezia (1544-1550), della Casa fece pressione sul governo veneziano per conto di papa Paolo III per l'istituzione dell'Inquisizione romana.

Nel 1542, papa Paolo III istituì l'Inquisizione romana come parte degli sforzi della Chiesa cattolica per reprimere il protestantesimo nel periodo della Controriforma. A differenza delle precedenti inquisizioni, che incaricavano le autorità laiche di punire gli eretici, la nuova istituzione dipendeva direttamente dalla Santa Sede e aveva piena autorità in tutta la penisola italiana per identificare e interrogare gli eretici ed emettere sentenze, inclusa la pena di morte. L'obiettivo era eliminare il dissenso religioso e garantire l'uniformità della dottrina. Ai governanti laici, il papa segnalò i rischi che accompagnavano l'eresia: disordini sociali, sovversione dell'autorità e persino l'ira di Dio per quei governi che tolleravano il peccato.
L'istituzione dell'Inquisizione romana fu fortemente voluta dal cardinale Gian Pietro Carafa, poi papa Paolo IV, in gran parte sulla base delle sue esperienze personali a Venezia. Si era rifugiato in città nel 1527, in seguito al Sacco di Roma, e vi rimase fino al 1536. In una missiva a papa Clemente VII, del 1532, Carafa lamentava la diffusione dell'eresia a Venezia e nei suoi territori, rilevando in particolare la presenza di apostati itineranti, in particolare dei francescani conventuali. Egli postulava che l'inquisizione era il miglior rimedio per restaurare l'onore della Santa Sede e per punire quegli eretici che ingannavano i fedeli.
Da parte sua, il governo veneziano si oppose all'istituzione di un tribunale inquisitorio con diretta fedeltà a Roma. Sebbene condividesse l'obiettivo della Chiesa di mantenere una società ordinata con una struttura gerarchica e valori condivisi, i suoi interessi commerciali richiedevano un grado di tolleranza che consentiva ai mercanti di fedi diverse dal cattolicesimo di condurre affari in città, senza ostacoli. Il governo cercò inoltre di difendere la propria autonomia nell'amministrazione della giustizia. La resistenza derivava anche dall'antica concezione veneziana dello stato come entità sacra autorizzata da Dio e dalla conseguente affermazione del governo per amministrare le questioni ecclesiastiche locali.
Il compito di raggiungere un compromesso tra la Chiesa e la repubblica spettò a Giovanni Della Casa, arcivescovo di Benevento, nominato nunzio apostolico a Venezia nel 1544. Avrebbe dovuto istituire il nuovo tribunale e organizzare i primi processi ai riformatori protestanti. Della Casa scelse con giudizio i suoi casi e si concentrò sul perseguire quegli eretici che rappresentavano una minaccia maggiore per l'ordine sociale e la sicurezza dello stato, nel tentativo di conquistare il governo veneziano. Anche un cambiamento negli equilibri internazionali favorì la sua causa. Le morti, in rapida successione, del re Enrico VIII d'Inghilterra e del re Francesco I di Francia rafforzarono la posizione del principale alleato della Chiesa, l'imperatore del Sacro Romano Impero Carlo V, che passò all'offensiva contro la Lega di Smalcalda dei principi protestanti. In questa nuova realtà, i precedenti sforzi di Venezia per contrastare l'influenza del Sacro Romano Impero coltivando rapporti con Inghilterra, Francia e Lega non erano più praticabili. La prudenza dettava un maggiore sostegno all'impero e alla Chiesa.
Continuarono le trattative tra della Casa e il governo veneziano per l'istituzione dell'Inquisizione romana a Venezia. Alla proposta veneziana che la giurisdizione spettasse ai vescovi veneziani come ordinari, Paolo III ribatté che gli ordinari non erano sufficienti e che il tempo era essenziale. Venne anche suggerito che la Chiesa potesse giudicare i casi per eresia da sola, ma che tutti gli altri reati correlati sarebbero stati rinviati allo stato. La soluzione all'impasse fu la creazione da parte del Minor Consiglio dei tre savi all'eresia il 22 aprile 1547. Questi funzionari veneziani, descritti come "uomini onesti, discreti e cattolici", dovevano assistere e controllare il tribunale ecclesiastico con l'obiettivo di difendere la sovranità della repubblica e la sua giurisdizione sui suoi sudditi. Dovevano bloccare qualsiasi procedimento del Sant'Uffizio che potesse aver violato le leggi e le consuetudini veneziane o avesse avuto ramificazioni per gli interessi economici, sociali e diplomatici dello Stato. Senza la loro partecipazione, il procedimento dell'inquisizione sarebbe nullo, Ipso jure. Sebbene il Sant'Uffizio a Roma avesse cercato un maggiore controllo clericale, della Casa rassicurò i suoi superiori che i tre nobili scelti come primi savi all'eresia erano intenti a reprimere l'eresia. Lo stesso doge Francesco Donà aveva dichiarato che "non c'era niente di più adatto a un principe cristiano dello zelo nella religione e della difesa della fede cattolica".

## Composizione
Il Sant'Uffizio veneziano era composto da sei membri, tre chierici e tre laici, più il personale.

### Chierici

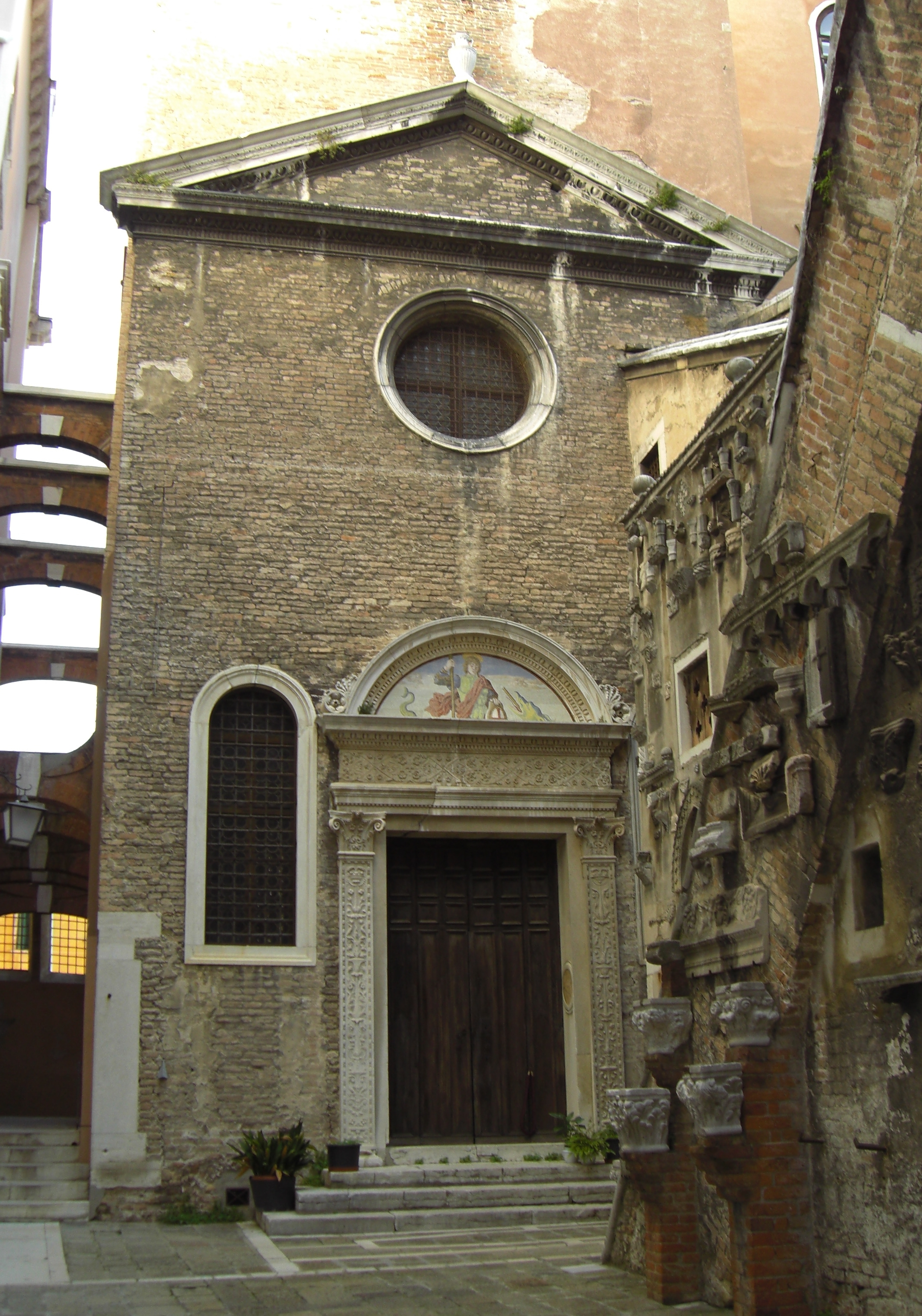
La chiesa di San Teodoro, sede del Sant'Uffizio veneziano

L'inquisitore, in qualità di giudice delegato del papa, era incaricato di condurre il processo e di accertare l'eresia. Era idealmente un teologo di almeno 40 anni, ed era auspicabile che fosse anche qualificato in diritto canonico. Nel procedimento era assistito dal commissario che fungeva da suo vice. Sebbene l'inquisitore fosse nominato dal papa, era necessaria una concessione formale del Pien Collegio, il comitato esecutivo del Senato, prima che un inquisitore appena nominato potesse iniziare il servizio. Questo servì in gran parte al volere del governo veneziano che poteva richiederne la sostituzione: nel 1560 il governo chiese la rimozione di Filippo Peretti, poi papa Sisto V, per la sua intransigenza. Da quella data l'inquisitore, dal 1289 francescano, fu nominato dall'ordine domenicano.
Il Sant'Uffizio veneziano comprendeva anche il nunzio pontificio. Come rappresentante diplomatico del papato, poteva intervenire direttamente presso il governo veneziano per difendere gli interessi della Chiesa e dell'inquisizione, in particolare nei casi controversi. La sua partecipazione fece sì che l'inquisizione di Venezia restasse soggetta al Sant'Uffizio di Roma e agisse con la piena autorità del papa. Godeva del potere giudiziario di legato in materia ecclesiastica ed era responsabile di tutti i tribunali inquisitoriali nei territori soggetti a Venezia. Spesso il nunzio pontificio veniva sostituito dall'auditor generale che era un membro del personale e forniva la continuità essenziale da un nunzio all'altro.
Come ordinario, il patriarca di Venezia (già patriarca di Grado), o il suo vicario generale, aveva giurisdizione nei casi di eresia in virtù del suo ufficio. Di conseguenza, era un membro della Santa Inquisizione in rappresentanza degli interessi della chiesa locale.

### Savi all'eresia
A rappresentare gli interessi dello Stato e a difendere i diritti e i privilegi di Venezia erano i tre savi all'eresia. Tutti laici, furono inizialmente scelti dal Minor Consiglio, composto dal doge e da sei consiglieri. Ma la legislazione del 5 giugno 1554 riservava l'elezione ai soli consiglieri, conservando il doge il diritto di proposta. Una riforma del 7 giugno 1556 conferì potere al Pien Collegio con l'elezione che, dopo l'8 aprile 1595, divenne competenza dell'intero Senato. Il termine venne fissato in due anni con possibilità di rinnovo. Da allora in avanti, i savi all'eresia erano una magistratura senatoriale, un sottocomitato permanente del Senato. Venivano scelti tra i senatori, abitualmente individui che erano stati membri del Consiglio dei Dieci, responsabili della sicurezza dello Stato, o ex ambasciatori della repubblica a Roma. Erano esclusi i cosiddetti papalisti, membri di quelle famiglie patrizie che mantenevano stretti legami con la corte pontificia e godevano spesso di privilegi ecclesiastici sotto forma di uffici e benefici. La presenza di almeno uno dei savi all'eresia era necessaria per la convocazione dell'inquisizione. Autorizzavano i mandati di cattura, e sebbene la sentenza fosse emessa solo dai tre ecclesiastici, l'autorizzazione dei savi all'eresia era necessaria per realizzarla.

## Procedimenti
Il Sant'Uffizio veneziano si riuniva regolarmente il martedì, giovedì e sabato nella chiesa di San Teodoro, annessa alla Basilica di San Marco, cappella ducale. Circa un terzo dei procedimenti riguardava materie direttamente attinenti a Venezia. Il tribunale fungeva inoltre da tribunale distrettuale per l'intera Repubblica di Venezia, compresi i tribunali inquisitori di Padova, Treviso, Verona, Rovigo, Vicenza, Udine e Brescia, nonché nei territori d'oltremare. Sebbene non agisse regolarmente come corte d'appello, poteva chiamare i casi dinanzi a sé per ulteriori indagini e ritentare qualsiasi caso all'interno della sua giurisdizione. Il Sant'Uffizio veneziano intratteneva anche una corrispondenza ordinaria con il Sant'Uffizio di Roma, dal quale riceveva direttive. Sottoponeva tutte le sentenze a Roma per l'approvazione e poteva trasmettere le trascrizioni di un intero caso al verificarsi di particolari difficoltà.
Sebbene l'inquisizione potesse agire di propria iniziativa ogniqualvolta vi fosse un sospetto di eresia o una magistratura laica veneziana potesse notificare al tribunale religioso le prove scoperte in un procedimento penale, il più delle volte un'indagine iniziava quando perveniva una denuncia formale, firmata o anonima. Alcune delle denunce riguardavano persone che si erano pronunciate contro la devozione ai santi, la necessità della confessione con un sacerdote, la fede nella presenza reale di Cristo nel Santissimo Sacramento, o il valore delle opere buone per la salvezza. Altri segnalavano solo comportamenti sospetti: il rifiuto di manifestare devozione alle immagini sacre, il mancato digiuno e l'astinenza dalla carne, o il rifiuto di fare la comunione. Attraverso proclami nelle pubbliche piazze e sermoni nelle chiese, il popolo era incoraggiato a denunciare individui sospettati di eresia. In particolare nella segretezza della confessione, i penitenti erano esortati a collaborare e identificare individui le cui credenze o pratiche religiose affermate erano in contrasto con gli insegnamenti cattolici. Anche parroci e maestri di scuola venivano ammoniti ed esortati a denunciare ogni sospetto di eresia.
Tempo e risorse erano limitati, e l'inquisizione non agiva su tutte le denunce ricevute: la maggior parte infatti non veniva presa in considerazione. Il criterio principale per iniziare un'indagine era il danno percepito al benessere comune. In genere, l'inquisizione esitava a procedere sulla base di una denuncia anonima, a meno che non fosse di grave interesse, nel qual caso venivano citati in giudizio individui che potessero corroborare l'accusa. Anche una denuncia firmata aveva meno probabilità di essere presa in considerazione se l'accusatore aveva una stretta conoscenza con l'imputato, sia personale che finanziaria, per la preoccupazione che l'accusa potesse essere motivata dalla vendetta.
Per una denuncia firmata, l'accusatore faceva una denuncia formale e i testimoni venivano chiamati per l'interrogatorio. Il parroco poteva essere chiamato a testimoniare sulla vita e la condotta religiosa dell'indagato. Se l'accusa risultava fondata, essendo stata normalmente confermata da più testimoni, veniva emesso un mandato di cattura nei confronti dell'imputato a nome dell'inquisizione, ma solo con il benestare dei savi all'eresia. Il procedimento poteva continuare anche in absentia (contumacia). Per le accuse più gravi si chiedeva spesso una guida aggiuntiva al Sant'Uffizio di Roma, allungando notevolmente il periodo di detenzione. Nel caso in cui il Sant'Uffizio di Roma avesse chiesto l'estradizione di un sospetto eretico per ulteriori interrogatori e punizioni, era necessaria l'autorizzazione del Consiglio dei Dieci. Mentre questo era prontamente concesso per gli stranieri sul territorio veneziano, il consiglio era più resistente a qualsiasi tentativo di estradare sudditi veneziani, in particolare membri delle classi d'élite.
Sulla base delle deposizioni, il procuratore fiscale, membro del personale dell'inquisizione, formulava le accuse e sosteneva la causa in giudizio. Come delitto di pensiero, l'eresia era difficile da accertare. A volte, c'erano prove sotto forma di libri, lettere o documenti proibiti. Ma l'inquisizione indagava principalmente su opinioni e idee, e il ruolo dell'inquisitore era quello di sondare l'intelletto e la volontà dell'individuo accusato e scoprirne i motivi e le intenzioni. Ottenere una confessione completa era l'obiettivo principale. La tortura, principalmente il tratto di corda, ma anche l'applicazione di fuoco ai piedi, era usata raramente dal Sant'Uffizio veneziano, solo in circa il 3% dei casi per i quali sopravvive la documentazione. Secondo le direttive contenute nel manuale Directorium inquisitorum, si limitava alle situazioni in cui l'imputato si era contraddetto e si erano già scoperti forti indizi di colpevolezza. Più importante per ottenere una confessione era la reclusione prolungata.
Sebbene all'imputato non veniva concesso il beneficio di una difesa formale durante l'interrogatorio, gli era permesso di rivedere e rispondere alle dichiarazioni dei testimoni, che venivano fornite all'imputato prive di nomi che avrebbero potuto esporre i testimoni a ritorsioni. I testimoni che venivano trovati a testimoniare il falso erano puniti.
Un processo formale iniziava dopo la raccolta delle prove sufficienti. L'imputato poteva scegliere il proprio avvocato, o un avvocato difensore. Un dottore in diritto canonico era previsto per consigliare l'imputato e formulare una difesa che potesse essere condotta su basi legali, teologiche, storiche o anche mediche, il più delle volte con un motivo di follia. Alcuni imputati si affidavano semplicemente alla clemenza della corte.
La pena capitale era rara: solo diciotto casi sui 1560 processi documentati nel Cinquecento. Nonostante gli appelli da parte dei chierici dell'inquisizione per esecuzioni esemplari e pubbliche, in piazza San Marco al fine di educare il popolo e rafforzare il legame con la Chiesa, il governo veneziano acconsentì solo a esecuzioni segrete, eseguite per annegamento. Il condannato veniva portato all'alba sull'Adriatico aperto, e alla presenza di un sacerdote che recitava preghiere per la sua anima, veniva gettato in mare, appesantito da un sasso. La segretezza delle esecuzioni aveva lo scopo di preservare la reputazione internazionale di Venezia come città tollerante, aperta ai mercanti protestanti.

## Giurisdizione

### Marranismo e giudaizzazione

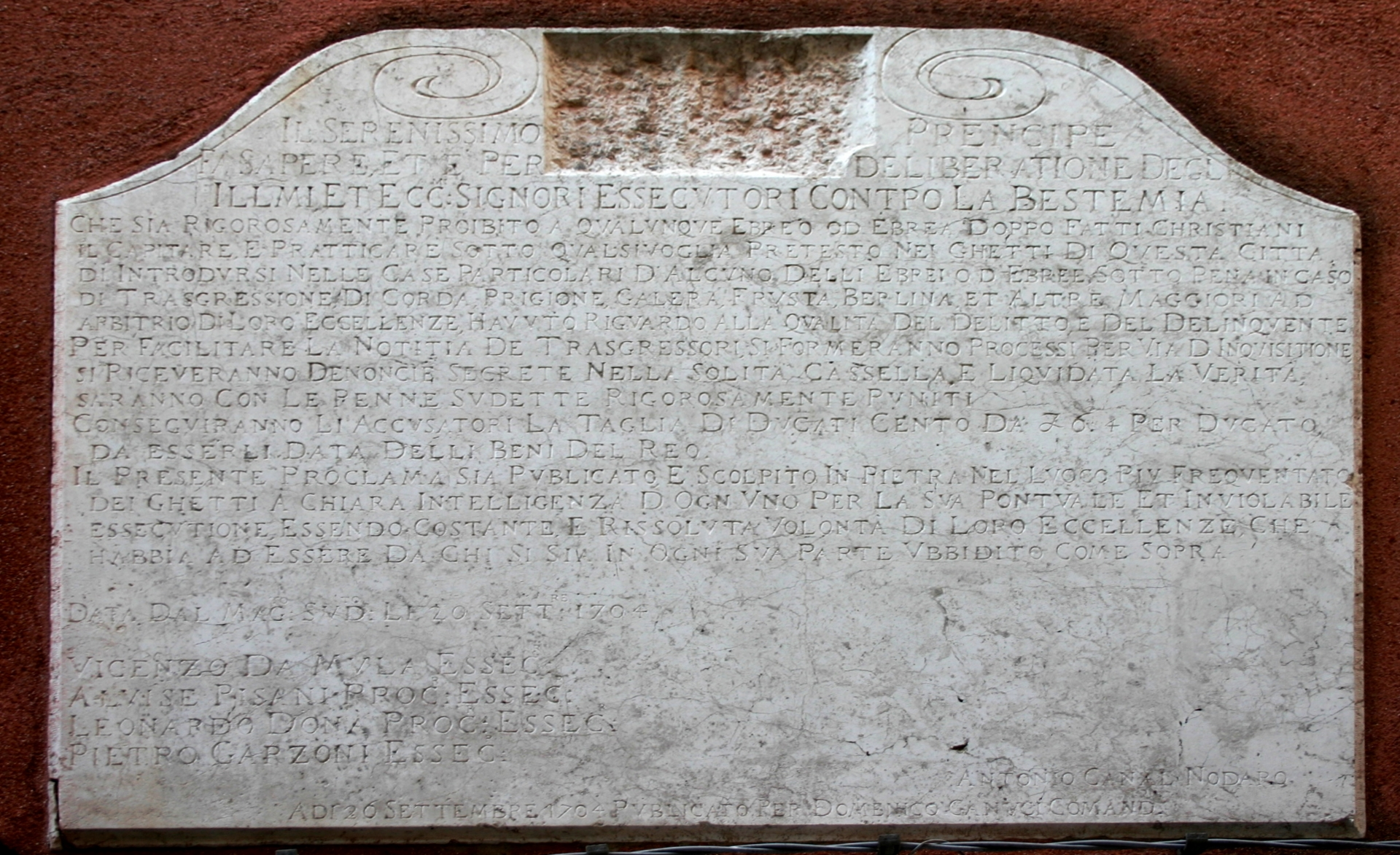
Per decisione degli Esecutori contro la bestemmia, agli ebrei convertiti al cristianesimo fu vietato l'ingresso nel Ghetto sotto pena del tratto di corda, carcerazione, servizio di galera, frustate, esposizione alla gogna, o peggio in base alla natura del delitto e del delinquente.

Venezia contava economicamente sulla comunità ebraica. Gli ebrei italo-germanici, in gran parte di origine italiana ma anche tedesca, gestivano le banche del Ghetto che fornivano prestiti a basso interesse ai poveri, mentre gli ebrei sefarditi, di passaggio o residenti, mantenevano importanti contatti commerciali in tutto il Mediterraneo, in particolare all'interno dell'Impero ottomano. Con grandi quantità di capitale liquido, gli ebrei contribuivano, anche finanziariamente, attraverso tasse e prestiti forzati al governo. Di conseguenza, solo il cinque per cento dei casi trattati dal Sant'Uffizio veneziano, nel XVI e XVII secolo, coinvolse la comunità ebraica, per lo più ebrei marrani e giudaizzanti, cristiani che avevano adottato costumi ebraici.
Da un punto di vista cristiano, gli ebrei che erano stati convertiti con la forza al cristianesimo nella penisola iberica, ma in seguito tornati all'ebraismo, erano apostati ed eretici. Ma nonostante l'allontanamento occasionale dal Ghetto di bambini ebrei che erano stati battezzati, c'era poco interesse da parte del Sant'Uffizio veneziano per gli adulti ebrei che erano stati battezzati prima dell'arrivo a Venezia e avevano scelto di vivere nel Ghetto come ebrei. Sebbene venissero ricevute denunce occasionali, qualsiasi processo inquisitorio sarebbe dipeso dalla capacità di verificare eventi accaduti in Spagna e Portogallo. Inoltre, nel 1589, il Senato votò per concedere un salvacondotto agli ebrei ponentini (da Spagna, Portogallo e Paesi Bassi asburgici), consentendo loro di stabilirsi legalmente nel Ghetto e condurre il loro commercio internazionale senza indagine sul loro passato religioso. Preoccupanti erano i cripto-ebrei che vivevano apparentemente nella comunità come cristiani mentre praticavano la loro fede ebraica in segreto. Le denunce ricevute dal Sant'Uffizio veneziano erano simili a quelle che segnalavano un cattivo cristiano, in particolare l'incapacità di mostrare riverenza alle immagini sacre cristiane, di pregare l'Ave Maria in pubblico e di partecipare alla messa e prendere la comunione. Ma includevano accuse più specifiche come l'uso di abiti ebraici, l'osservanza delle leggi alimentari ebraiche e l'astensione dal lavoro durante lo Shabbat.

### Stregoneria
Stregoneria e superstizione rappresentavano circa un ottavo dei casi nel XVI secolo. Nel XVII secolo, il cinquanta per cento dei casi riguardava la stregoneria.

### Censura
Nel Cinquecento Venezia era il più grande centro di stampa d'Italia, con una produzione di 8.150 titoli tra il 1550 e il 1599. Qualsiasi censura aveva quindi potenziali ripercussioni su un importante settore dell'economia. Tuttavia, circa il dieci per cento dei casi davanti al Sant'Uffizio veneziano, nel XVI secolo, riguardavano la produzione, la distribuzione o il possesso di libri proibiti, mentre la censura, nel XVII secolo, rappresentava solo il quattro per cento dei casi.
All'interno del territorio veneziano, sotto l'autorità del Consiglio dei Dieci, erano amministrativamente responsabili della censura i riformatori dello studio di Padova, la commissione educativa del Senato istituita nel 1517. In quanto rappresentanti dello stato, erano principalmente interessati al controllo degli scritti politici e di quei testi morali che potevano erodere i costumi pubblici e, di conseguenza, minacciare le relazioni corrette all'interno della società. Poca attenzione era data agli scritti religiosi nei primi decenni della Riforma protestante, nonostante le crescenti pressioni del papato per eliminare i libri critici della dottrina cattolica. Il controllo limitato iniziò nel 1527 quando il Senato decretò che la protezione dei diritti, sia per lo stampatore che per l'autore, sarebbe stata da allora in poi subordinata al rilascio di un imprimatur, la licenza necessaria per stampare legalmente qualsiasi libro. Le multe, emesse dagli esecutori contro la bestemmia furono autorizzate espressamente nel 1543 per qualsiasi tipografo o libraio che trafficava in libri contrari alla fede cattolica. Tuttavia, non esistevano multe simili per libri importati con dottrine eretiche; quindi i libri protestanti, portati in città dai mercanti tedeschi, circolavano liberamente. All'istituzione dell'inquisizione romana e alla creazione dei savi all'eresia, nel 1547, seguì inevitabilmente un marcato aumento della censura volta all'eliminazione di scritti religiosi controversi. Già nel luglio del 1548 furono pubblicamente bruciati circa 1.400 libri, per lo più in Piazza San Marco.
Gli sforzi per limitare la produzione e la circolazione dei libri eretici furono inizialmente ostacolati dalla mancanza di criteri accettati per identificare i testi discutibili. Prima della promulgazione, da parte di papa Paolo IV nel 1559, dell'Indice dei libri proibiti, non esisteva a Venezia un elenco compilato di libri proibiti: l'inquisizione veneziana emanò decreti contro singole opere. Un primo tentativo, da parte del Consiglio dei Dieci, di stilare un elenco di titoli vietati, nel 1549, non ebbe successo; gli stampatori veneziani sostennero che a quel tempo nemmeno a Roma esisteva un indice simile. Con l'indice papale, la censura divenne più efficace. Nel 1569, a seguito dell'accettazione veneziana dei decreti del Concilio di Trento e del nuovo Indice Tridentino (1564), il governo rese più rigorose le procedure per ottenere la licenza di pubblicazione. Il controllo sui libri importati fu rafforzato con la presenza autorizzata di un rappresentante dell'inquisizione alla dogana. Inoltre, all'inquisizione fu permesso di inviare ispettori nelle librerie e nelle tipografie per confiscare libri non autorizzati.
In generale, i casi riguardanti libri proibiti venivano risolti rapidamente; le prove erano tangibili, e tipografi e librai preferivano confessare il reato di traffico illecito di testi proibiti e pagare una multa piuttosto che sottoporsi a un'indagine sulle loro convinzioni e associazioni private e rischiare l'accusa di eresia.

### Esplicative
1. ↑  Nella sua storia dell'Inquisizione veneziana, Discorso dell'origine, forma, leggi ed uso dell'Uffizio dell'Inquisizione nella città e dominio di Venezia (1638), Paolo Sarpi afferma che la nomina dei magistrati, nel 1249, per indagare su casi di eresia e la formalizzazione di un processo giudiziario scaturito da preoccupazioni per l'ordine pubblico quando ghibellini immigrati dalla Marca Trevigiana e dalla Romagna, simpatizzanti del Sacro Romano Impero e ostili al papa, si rifugiarono a Venezia. La prudenza del governo veneziano, scrive Sarpi, fu quella di evitare le lotte di fazione che avevano sconvolto le città della terraferma italiana creando dei magistrati per determinare se qualcuna delle opinioni dei profughi costituisse un'eresia. Cfr. Sarpi, 1638, pp. 32-33 e Albanese, 1875, p. 51.
2. ↑  Un decreto del 1184 del Papa Lucio III, e successivo commento, stabiliva che in caso di eresia il rogo fosse la punizione più appropriata; l'esecuzione, tuttavia, doveva essere deferita all'autorità civile. Allo stesso modo, nel 1216 il Quarto Concilio Lateranense raccomandò i roghi pubblici ma proibì al clero di eseguire qualsiasi sentenza di morte. Vedi Calimani, 2002, pp. 6-7.
3. ↑  Le inquisizioni locali erano tipicamente costituite dal vescovo diocesano, un commissario, normalmente un frate francescano o domenicano, che fungeva da inquisitore, e il podestà come amministratore del governo veneziano. Vedi Pullan, 1983, pp. 6-7 e 27.
4. ↑  Il Sant'Uffizio veneziano si avvalse inizialmente del carcere dei debitori del sestiere  (distretto) di Castello, nei pressi della chiesa di San Giovanni in Bragora. Le celle, sotto il diretto controllo dell'inquisizione, furono costruite nei pressi di Piazza San Marco intorno al 1580 e successivamente inglobate nelle Carceri Nuove. Vedi Pullan, 1983, pp. 135-136.
5. ↑  John Martin suggerisce che le esecuzioni segrete avevano anche lo scopo di indurre la paura nella popolazione: "Dal punto di vista del pubblico veneziano, un uomo chiamato all'Inquisizione, specialmente per la seconda volta, avrebbe potuto apparentemente svanire nel nulla. Non c'era nessun comunicazione pubblica. E se l'individuo veniva giustiziato, gli amici e i parenti della vittima con i loro racconti avevano la capacità di intimidire ancora altri". Vedi Martin, 1993, p. 69.

### Bibliografiche
1. ↑   Inquisition - Early modern Europe, su britannica.com.
2. ↑  Calimani, 2002, p. 7.
3. ↑  Albanese, 1875, p. 51.
4. 1 2 3 4  Tiepolo, p. 1004.
5. 1 2  Da Mosto, 1937, p. 181.
6. ↑  de La Houssaie, 1677, p. 228.
7. ↑  Martin, 1993, pp. 57 e 60–61.
8. ↑  Pittalis, 2017, p. 23.
9. 1 2  Pittalis, 2017, p. 58.
10. ↑  Santarelli, 2007, pp. 80-81.
11. ↑  Pittalis, 2017, p. 59.
12. ↑  Santarelli, 2007, p. 85.
13. ↑  Del Col, 1991, p. 230.
14. 1 2  Pittalis, 2017, p. 54.
15. ↑  Santarelli, 2007, pp. 86-87.
16. ↑  Grendler, 1975, p. 50.
17. ↑  Martin, 1993, pp. 52-55.
18. ↑  Calimani, 2002, p. 64.
19. ↑  Milan, 2003, p. 96.
20. 1 2  Martin, 1993
21. ↑  Martin, 1993
22. ↑  Pullan, 1983, p. 30.
23. ↑  Pittalis, 2017
24. 1 2  Calimani, 2002
25. 1 2 3  Grendler, 1975
26. ↑  Pullan, 1983, pp. 27-29.
27. ↑  Pullan, 1983, pp. 35-37.
28. ↑  Santarelli, 2007, p. 87.
29. ↑  Pullan, 1983,  p. 7.
30. ↑  Martin, 1993, p. 236.
31. ↑  Pullan, 1983,  p. 46.
32. 1 2  Albanese, 1875, pp. 77-78.
33. ↑  Pullan, 1983,  p. 93.
34. ↑  Martin, 1993, p. 237.
35. ↑  Martin, 1993, p. 66.
36. ↑  Pullan, 1983,  p. 92.
37. ↑  Pullan, 1983,  p. 95.
38. 1 2 3  Pullan, 1983,  p. 94.
39. 1 2  Calimani, 2002,  p. 69.
40. ↑  Calimani, 2002,  p. 21.
41. ↑  Pullan, 1983,  p. 117.
42. ↑  Pullan, 1983,  p. 132.
43. ↑  Pullan, 1983,  pp. 133-134.
44. ↑  Pullan, 1983,  p. 133.
45. ↑  Pullan, 1983,  p. 113.
46. ↑  Calimani, 2002,  pp. 68-69.
47. ↑  Pullan, 1983,  pp. 109-110.
48. 1 2  Calimani, 2002,  p. 70.
49. ↑  Martin, 1993, p. 69.
50. ↑  Pullan, 1983,  pp. 4, 145-147 e 149.
51. ↑  Pullan, 1983,  p. 148.
52. 1 2 3  Pullan, 1983,  pp. 9-10.
53. ↑  Pullan, 1983,  p. 151.
54. ↑  Pullan, 1983,  p. 154.
55. ↑  Pullan, 1983,  pp. 122-123.
56. ↑  Pullan, 1983,  pp. 187-188.
57. ↑  Pullan, 1983,  p. 123.
58. ↑  Grendler, 1975,  pp. 48-50.
59. ↑  Grendler, 1975,  p. 55.
60. ↑  Calimani, 2002,  p. 72.
61. 1 2 3  Grendler, 1975,  p. 52.
62. ↑  Calimani, 2002,  p. 76.
63. ↑  Grendler, 1975,  p. 57.

### Fonti
- Paolo Sarpi, Discorso dell'origine, forma, leggi ed uso dell'Uffizio dell'Inquisizione nella città e dominio di Venezia, Pietro Aubert, 1638.
- (EN) Abraham Nicolas Amelot de la Houssaye e Abraham Nicolas, The history of the government of Venice: wherein the policies, councils, magistrates, and laws of that state are fully related, and the use of the balloting box exactly described: written in the year 1675, Londra, John Starkey, 1677.

### Studi
In italiano
- Francesco Albanese, L'inquisizione religiosa nella repubblica di Venezia: ricerche storiche e raffronti, Venezia, Naratovich, 1875.
- Riccardo Calimani, L'inquisizione a Venezia: eretici e processi 1548–1674, Milano, Mondadori, 2002, ISBN 8804511443.
- Andrea Da Mosto, L'Archivio di Stato di Venezia, indice generale, storico, descrittivo ed analitico, Roma, Biblioteca d'Arte editrice, 1937.
- Andrea Del Col, L'inquisizione romana e il potere politico nella repubblica di Venezia (1540-1560), XXVIII, Critica storica, 1991,  pp. 189-250.
- Andrea Del Col, Organizzazione, composizione e giurisdizione dei tribunali dell'Inquisizione romana nella repubblica di Venezia (1500-1550), XXV, Critica storica, 1988,  pp. 244-294.
- Catia Milan, Antonio Politi e Bruno Vianello, Guida alle magistrature: elementi per la conoscenza della Repubblica veneta, Sommacampagna, Cierre, 2003, ISBN 8883142047.
- Gian Nicola Pittalis, L'inquisizione a Venezia, Castelfranco Veneto, Biblioteca dei Leoni, 2017, ISBN 9788885460096.
- Daniele Santarelli, Eresia, Riforma e Inquisizione nella Repubblica di Venezia nel Cinquecento, Studi Storici Luigi Simeoni, 2007,  pp. 73-105.
- Maria Francesca Tiepolo, Venezia, in La Guida generale degli Archivi di Stato, Roma, Ministero per i beni culturali e ambientali, Ufficio centrale per i beni archivistici, 1994,  p. 857–1014, 1062–1070, 1076–1140, ISBN 9788871250809.

In altre lingue
- (EN) Paul Grendler, The Roman Inquisition and the Venetian Press, 1540–1605, vol. 47, The Journal of Modern History, 1975,  pp. 48-65.
- (EN) John Jeffries Martin, Venice's Hidden Enemies: Italian Heretics in a Renaissance City, Berkeley, University of California Press, 1993, ISBN 0520077431.
- (EN) Ruth Martin, Withcraft and the Inquisition in Venice 1550–1650, Oxford, Basil Blackwell, 1989, ISBN 063116118X.
- (EN) Brian Pullan, The Jews of Europe and the Inquisition of Venice 1550–1670, Oxford, Basil Blackwell, 1983, ISBN 0631129790.